# Marnix Smit
Marnix Smit (Almelo, 10 december 1975) is een voormalig Nederlands profvoetballer die van 1999 tot 2008 uitkwam voor  Heracles Almelo.

## Carrière
Smit begon in de jeugd van FC Twente, maar brak nooit door in het eerste elftal. Om die reden verhuisde hij in 1999 naar de andere Twentse club, Heracles Almelo. Hij maakte zijn debuut in de met 1-0 verloren uitwedstrijd tegen FC Eindhoven. Hij is vanaf het begin een vaste kracht gebleken, hoewel hij de laatste jaren vaker genoegen moest nemen met een plaats op de bank. Vanaf seizoen 2005/06 kwam Smit met Heracles uit in de Eredivisie.
In 2009 maakte Smit de overstap naar het amateurvoetbal en ging spelen voor SVZW uit Wierden. Smit is afgestudeerd aan de Universiteit Twente en op 22 december 2010 gepromoveerd tot Doctor. Sinds september 2019 is hij op diezelfde universiteit hoofdtrainer van het eerste elftal van studentenvoetbalvereniging Drienerlo.

## Clubstatistieken
| Seizoen | Club            | Duels | Goals | Competitie     |
| ------- | --------------- | ----- | ----- | -------------- |
| 1999/00 | Heracles Almelo | 32    | 1     | Eerste divisie |
| 2000/01 | Heracles Almelo | 32    | 4     | Eerste divisie |
| 2001/02 | Heracles Almelo | 31    | 2     | Eerste divisie |
| 2002/03 | Heracles Almelo | 31    | 3     | Eerste divisie |
| 2003/04 | Heracles Almelo | 32    | 0     | Eerste divisie |
| 2004/05 | Heracles Almelo | 19    | 2     | Eerste divisie |
| 2005/06 | Heracles Almelo | 16    | 0     | Eredivisie     |
| 2006/07 | Heracles Almelo | 21    | 1     | Eredivisie     |
| 2007/08 | Heracles Almelo | 10    | 0     | Eredivisie     |
| 2008/09 | Heracles Almelo | 6     | 0     | Eredivisie     |